# Objectif Guadeloupe
Objectif Guadeloupe (OG) est un parti politique français local implanté à la Guadeloupe. Il a été créé le 18 mars 2000 par Lucette Michaux-Chevry (sénatrice de Guadeloupe) qui en devient la première présidente, et Philippe Chaulet (député de Guadeloupe).

## Positionnement
Les parlementaires d'Objectif Guadeloupe ont toujours siégé avec la droite.

## Personnalités
- Lucette Michaux-Chevry, notamment sénatrice de Guadeloupe, présidente de l'OG de 2000 à 2005, puis présidente d'honneur.
- Philippe Chaulet : député de Guadeloupe.
- Laurent Bernier : président de 2005 à 2007.
- Gabrielle Louis-Carabin : démissionne en 2006 pour fonder une fédération UMP[1].

## Résultats électoraux

### Élections législatives
| Année | 1er tour | 1er tour | 2d tour | 2d tour | Sièges | Rang | Gouvernement |
| Année | Voix     | %        | Voix    | %       | Sièges | Rang | Gouvernement |
| ----- | -------- | -------- | ------- | ------- | ------ | ---- | ------------ |
| 2002  | 25 401   | 28,35    | 41 635  | 38,84   | 2 / 4  | 1er  | Opposition   |
| 2007  | 9 093    | 9,48     | 8 596   | 7,15    | 0 / 4  | 5e   | Opposition   |